# Коэффициент де Ритиса
Коэффициент де Ритиса (известное также как АсАТ/АлАТ и АСТ/АЛТ) — соотношение активности сывороточных АСТ (аспартатаминотрансфераза) и АЛТ (аланинаминотрансфераза). Значение коэффициента в норме составляет 1,33±0,42 или 0,91-1,75.
Существует мнение, что расчёт Коэффициента де Ритиса целесообразен только при выходе АСТ и/или АЛТ за пределы референсных значений.

## Диагностическое значение
В клинической практике широко используется определение активности ACT и АЛТ в сыворотке крови для диагностики некоторых заболеваний. Определение активности в крови данных ферментов имеет диагностическое значение по той причине, что данные ферменты обладают органоспецифичностью, а именно: АЛТ преобладает в печени, а АСТ — в миокарде, следовательно, при инфаркте миокарда или гепатите обнаружится повышенная активность в крови какого-либо данного фермента. Так, при инфаркте миокарда, активность АСТ в крови возрастает в ~8-10 раз, тогда как АЛТ только — в 1,5-2 раза.
При гепатитах активность АЛТ в сыворотке крови увеличивается в ~8-10 раз, а АСТ — в 2-4 раза по сравнению с нормой. Коэффициент Ритиса снижается до 0,6. Однако при циррозе печени этот коэффициент увеличивается, что свидетельствует о некрозе клеток, при котором в кровь выходят обе формы ACT.
Коэффициент де Ритиса в пределах нормальных значений (0,91-1,75) обычно характерен для здоровых людей. Однако, повышение АСТ при одновременном росте отношения АСТ/АЛТ (коэффициент де Ритиса больше 2) свидетельствует о поражении сердца, и можно с уверенностью говорить об инфаркте миокарда или ином процессе, связанным с разрушением кардиомиоцитов. Коэффициенте де Ритиса меньше 1 говорит о поражении печени. Высокие уровни ферментемии при всех видах вирусного гепатита за исключением дельта-гепатита характеризуются низким коэффициентом де Ритиса и прогностически являются неблагоприятным признаком течения болезни.